# Marvin Stefaniak
Marvin Stefaniak (ur. 3 lutego 1995 w Hoyerswerdzie) – niemiecki piłkarz grający na pozycji napastnika. Od 2022 roku zawodnik Erzgebirge Aue.

## Życiorys
Jest wychowankiem Dynama Drezno. W czasach juniorskich trenował także w Hoyerswerdaer SV 1919 i SC Borea Dresden. W 2013 roku dołączył do seniorskiego zespołu Dynama. W 2. Bundeslidze zagrał po raz pierwszy 15 lutego 2014 w przegranym 2:3 meczu z FSV Frankfurt. 1 lipca 2017 odszedł za 2 miliony euro do VfL Wolfsburg. Od 12 stycznia do 30 czerwca 2018 przebywał na wypożyczeniu w drugoligowym 1. FC Nürnberg.